# Jinding (Emei Shan)
Pour les articles homonymes, voir Jinding.
 (février 2015).
Si vous disposez d'ouvrages ou d'articles de référence ou si vous connaissez des sites web de qualité traitant du thème abordé ici, merci de compléter l'article en donnant les références utiles à sa vérifiabilité et en les liant à la section « Notes et références ».
Le Sommet d'or (chinois : 金顶 ; pinyin : jīndǐng ; litt. « sommet doré ») est le nom d'un lieu sacré du bouddhisme, et l'une des trois cimes du mont Emei. Il est situé sur le territoire de la ville-district d'Emeishan, dans la province du Sichuan. C'est un site classé, en Chine comme « point important des monastères bouddhistes des régions de peuple Han (zh) » (汉族地区佛教全国重点寺院).
Il est le plus élevé des temples bouddhistes dans les régions du peuple Han
Il est formé de plusieurs terrasses aux environs de 3 000 mètres comportant plusieurs temples bouddhistes, certains plus proche du véhicule du diamant, tibétain, d'autres plus proche du grand véhicule, davantage pratiqué dans les plaines de Chine.
C'est également un lieu ou se réunissent occasionnellement des prêtes bouddhistes venus du monde entier.
La statue géante de Samantabhadra (appelée localement Puxian pusa, de 660 tonnes à 3 099 mètres, entourée d'urnes comportant les cendres de prêtres bouddhistes est probablement le monument le plus imposant de ces terrasses.
Le plus élevé des temples est le temple Jinding (金顶寺, jīndǐng sì).
Le temple Huazang (华藏寺 / 華藏寺, huázàng sì, « Temple Chine-Tibet ») est le symbole de la réunion de ces deux branches du bouddhisme en Chine. On trouve également ce rapprochement sur le mont Wutai.
Un temple, le plus large de ces terrasses est consacré à Maitreya (localement appelé Milefo 弥勒佛 / 彌勒佛, mílèfó).
L'accès à ses terrasses se fait via un téléphérique, puis des escaliers. Sur le chemin des macaques du Tibet (macaca thibetana) viennent se faire offrir de la nourriture par les touristes aux heures des repas.

## Galerie de photos

Monuments
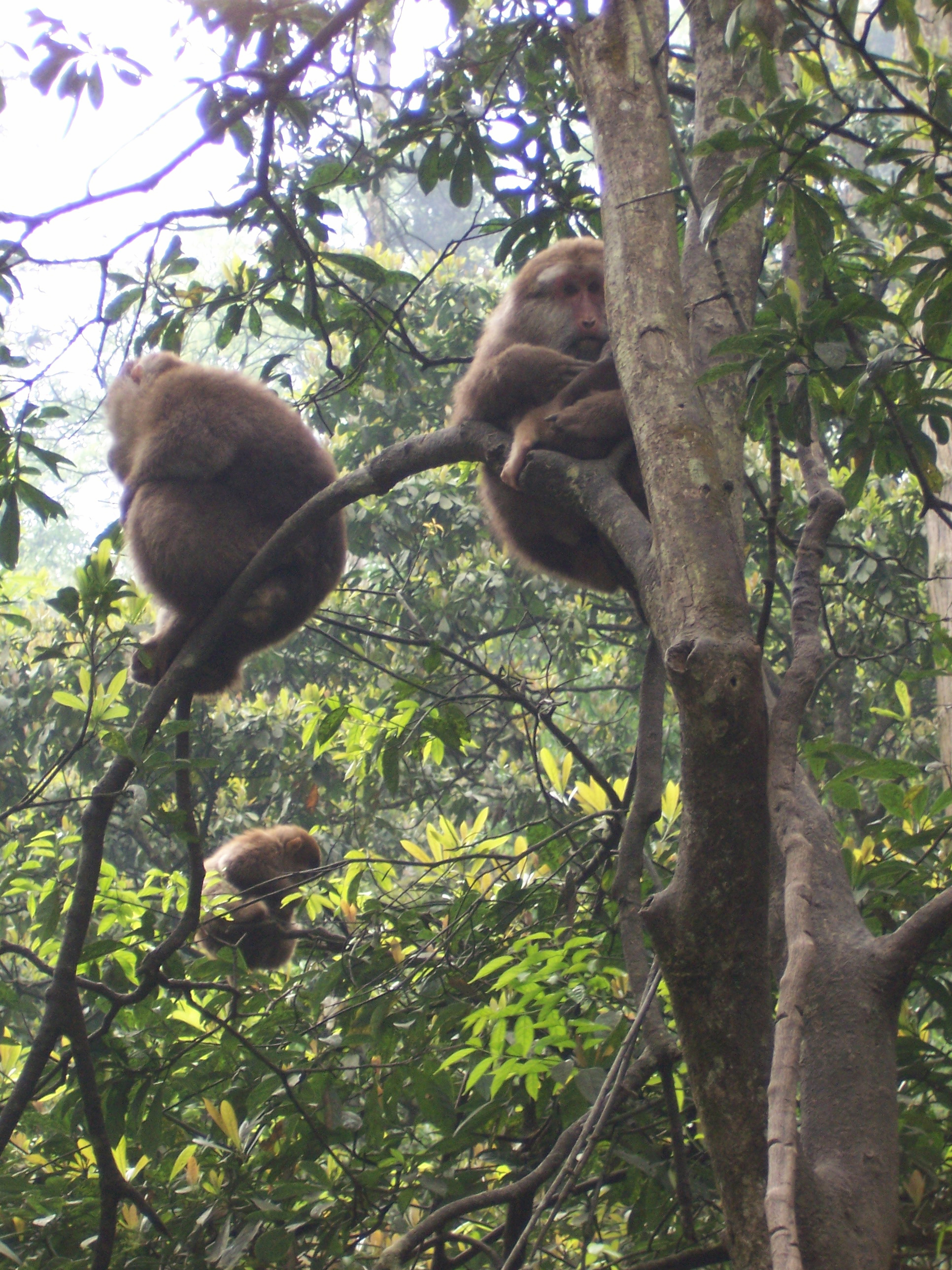
Macaques du Tibet
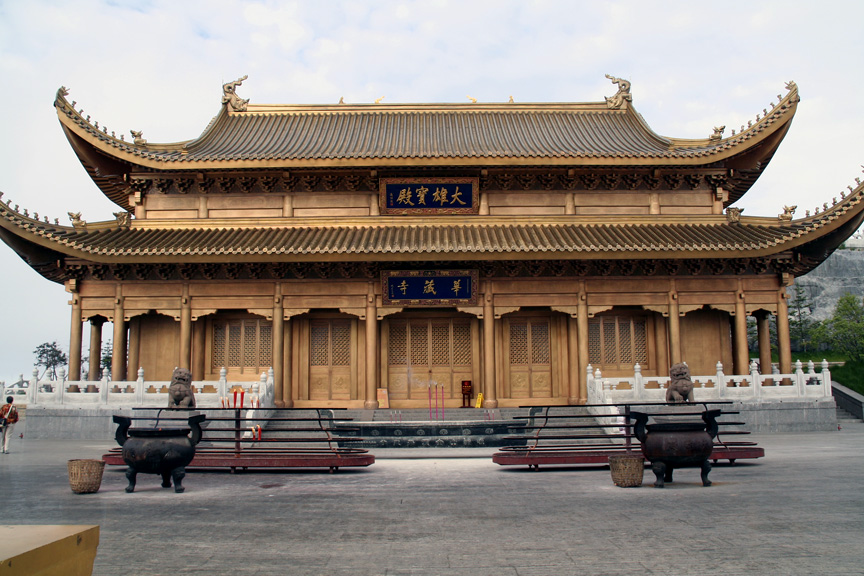
Temple Huazong (華藏寺/华藏寺)
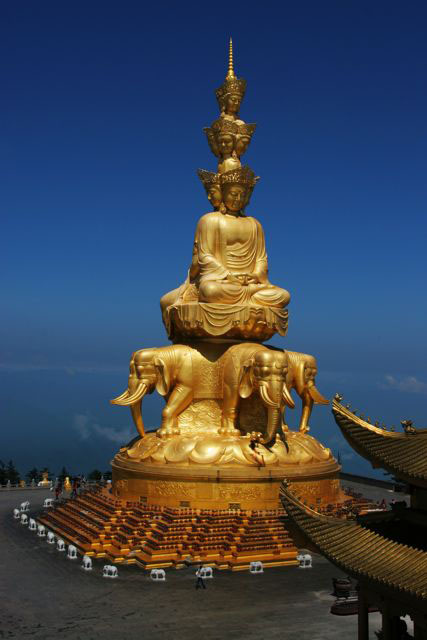
Statue de Puxian pusa de 660 tonnes à 3 099 mètres, entourée d'urnes.
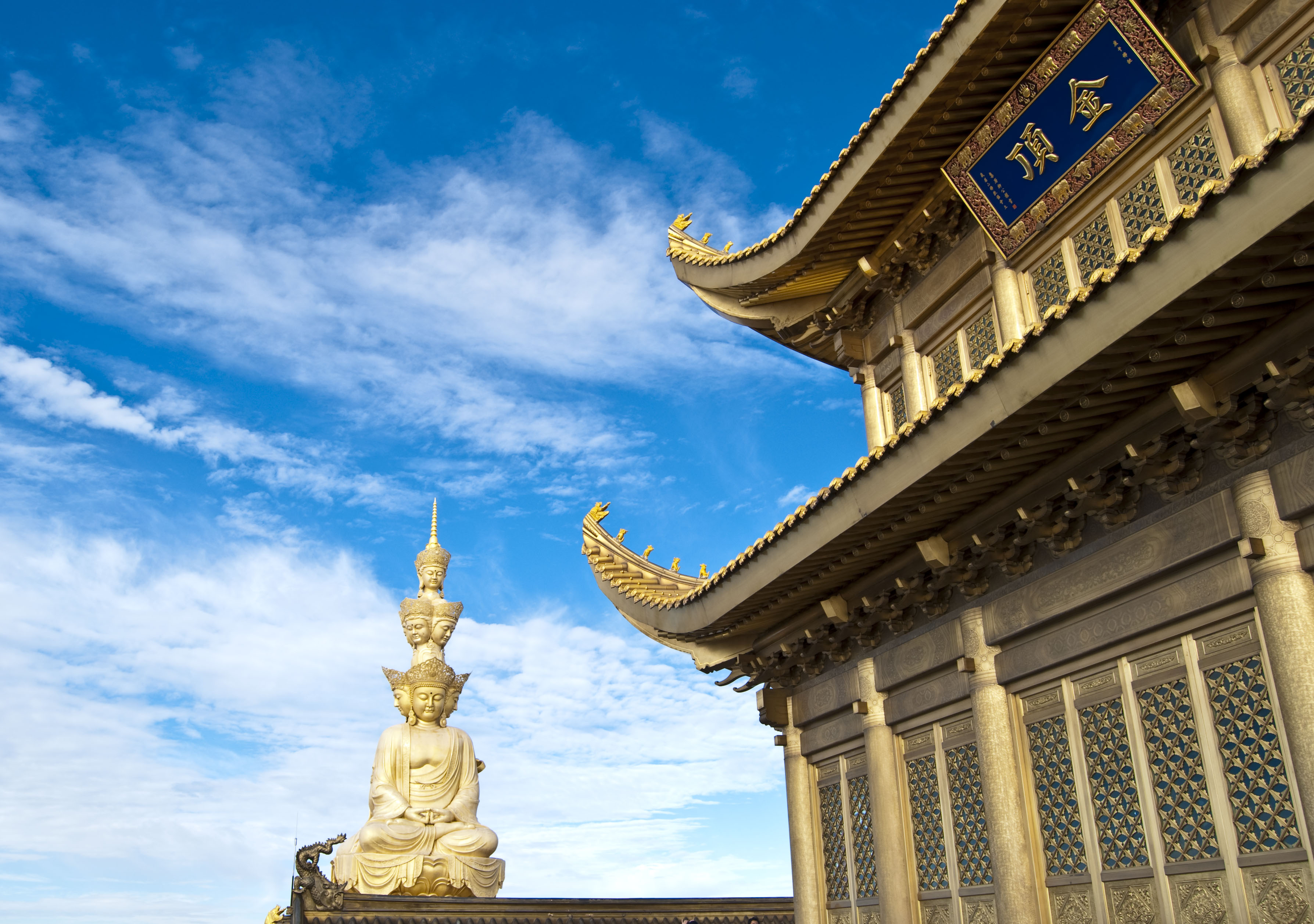
Le temple du sommet d'or, le plus élevé et le plus petit des temples, comparable à une chapelle où les fidèles viennent se recueillir.